# Ashley Caldwell
Ashley Caldwell (Ashburn, 14 de septiembre de 1993) es una deportista estadounidense que compite en esquí acrobático, especialista en la prueba de salto aéreo.
Participó en cuatro Juegos Olímpicos de Invierno, entre los años 2010 y 2022, obteniendo una medalla de oro en Pekín 2022, en la prueba por equipo mixto.
Ganó cuatro medallas en el Campeonato Mundial de Esquí Acrobático entre los años 2017 y 2023.

## Medallero internacional
| Juegos Olímpicos   | Juegos Olímpicos       | Juegos Olímpicos  | Juegos Olímpicos         |
| Año                | Lugar                  | Medalla           | Prueba                   |
| ------------------ | ---------------------- | ----------------- | ------------------------ |
| 2022               | Pekín (China)          | Medalla de oro    | Salto aéreo equipo mixto |
| Campeonato Mundial |                        |                   |                          |
| Año                | Lugar                  | Medalla           | Prueba                   |
| 2017               | Sierra Nevada (España) | Medalla de oro    | Salto aéreo              |
| 2021               | Almaty (Kazajistán)    | Medalla de plata  | Salto aéreo              |
| 2021               | Almaty (Kazajistán)    | Medalla de bronce | Salto aéreo por equipos  |
| 2023               | Bakuriani (Georgia)    | Medalla de oro    | Salto aéreo por equipos  |